# 伊予三島駅
伊予三島駅（いよみしまえき）は、愛媛県四国中央市三島中央三丁目にある、四国旅客鉄道（JR四国）・日本貨物鉄道（JR貨物）予讃線の駅である。駅番号はY23。
駅表示パネルのコメントは「製紙工場の煙突の見える四国初の橋上駅」。

## 歴史
- 1917年（大正6年）9月16日：鉄道院の駅として開設[2]。
- 1970年（昭和45年）4月1日：大王製紙専用線開業[3]。
- 1975年（昭和50年）5月25日：橋上駅舎竣工[4]。
- 1982年（昭和57年）11月15日：専用線発着を除く車扱貨物取扱廃止[2]。
- 1986年（昭和61年）11月1日：荷物取扱廃止[2]。
- 1987年（昭和62年）4月1日：国鉄分割民営化によりJR四国・JR貨物の駅となる[2]。
- 1988年（昭和63年）3月13日：コンテナ貨物取扱開始[2]。
- 2022年（令和4年）12月28日：この日をもって、「伊予三島駅ワーププラザ」の営業を終了[5]。

## 駅構造

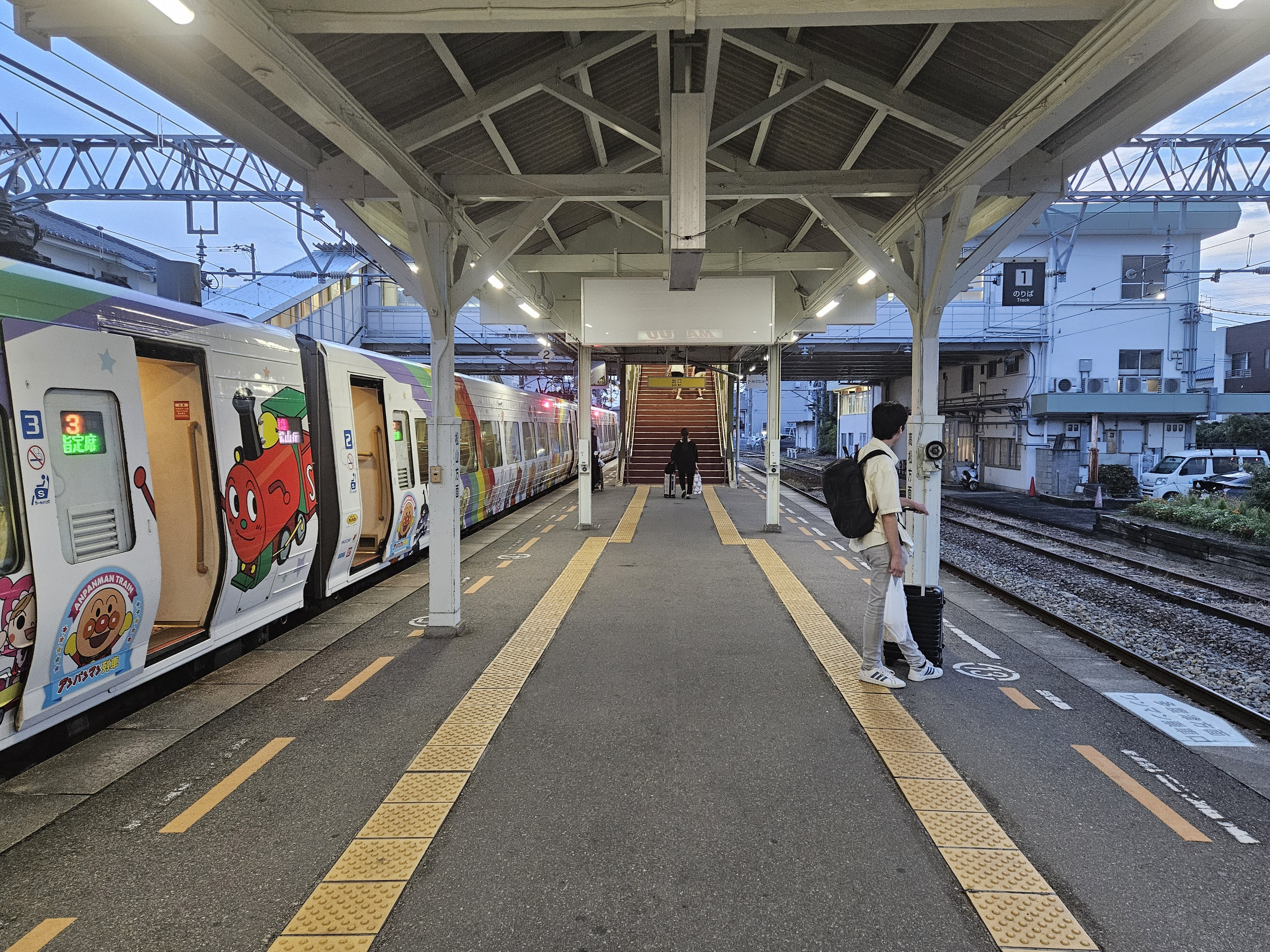
プラットホーム（2025年8月）

単式1面1線と島式1面2線、計2面3線を有する地上駅。定期全列車が停車する。有効長の短い単式3番ホームは、後続の特急列車を待ち合わせる普通列車のみが使用する。
四国で初めて建設された橋上駅舎を備える。直営駅で、みどりの窓口がある。

### のりば
（駅舎側から）
| のりば | 路線    | 方向 | 行先                               | 備考     |
| ------ | ------- | ---- | ---------------------------------- | -------- |
| 1      | ■予讃線 | 上り | 観音寺・多度津・高松・岡山方面     |          |
| 2      | ■予讃線 | 下り | 新居浜・伊予西条・松山・宇和島方面 |          |
| 3      | ■予讃線 | 下り | 新居浜・伊予西条・松山・宇和島方面 | 一部列車 |
| 3      | ■予讃線 | 上り | 観音寺・多度津・高松方面           | 一部列車 |

## 貨物取扱・専用線
JR貨物の駅は、専用線発着コンテナ貨物のみの取扱駅となっている。
大王製紙の専用線（伊予三島駅構内扱い）が駅から分岐しており、三島工場の専用線倉庫が専用線脇に設置されている。この倉庫からコンテナによる紙製品輸送などが行われている。かつては有蓋車による輸送が行われていたが、1988年にコンテナに切替えられた。
専用線の分岐点はホーム周辺の側線では無く、駅から東へ1キロメートルほどの本線から分岐している。そのため、列車は一度伊予三島駅へ引き上げて機回しを行ってから専用線に入り、入線時は入換灯を点灯させている。入替は日本通運のスイッチャーが担当し、JR四国に全面委託されている。なお、2020（令和2）年2月23日には専用線が開業から50周年を迎えること記念し、ツアー列車としてJR四国の2000系が入線した。往路を「すいは号」、復路を「あかがね号」とし、荷役線や倉庫設備の見学、入換用機関車の撮影会などを行った。1977（昭和52）年ごろでは新聞用紙、印刷用紙、クラフト紙など全体の約15％、450トンが貨物列車により東京、北陸、東北方面へと出荷されていった。当時は貨物発送トン数、同営業収入とも県内一となり、営業収入も高松駅と競うほどだった。
貨物列車は、1日1往復高松貨物ターミナル駅との間に高速貨物列車が運行されている。予讃線の電化までは、DF50形やDE10形といったディーゼル機関車が、電化後はEF65形が役目を担い、現在では四国島内すべての貨物列車がEF210形による牽引である。

## 利用状況

### 旅客
1日平均の乗車人員は以下の通り。
| 乗車人員推移 | 乗車人員推移 |
| 年度         | 1日平均人数  |
| ------------ | ------------ |
| 2000         | 1,026        |
| 2001         | 1,037        |
| 2002         | 1,008        |
| 2003         | 983          |
| 2004         | 898          |
| 2005         | 913          |
| 2006         | 918          |
| 2007         | 966          |
| 2008         | 972          |
| 2009         | 907          |
| 2010         | 904          |
| 2011         | 889          |
| 2012         | 880          |
| 2013         | 892          |

### 貨物
2011年度の年間コンテナ発送量は116,866トン、到着量は3,200トンであった

## 駅周辺

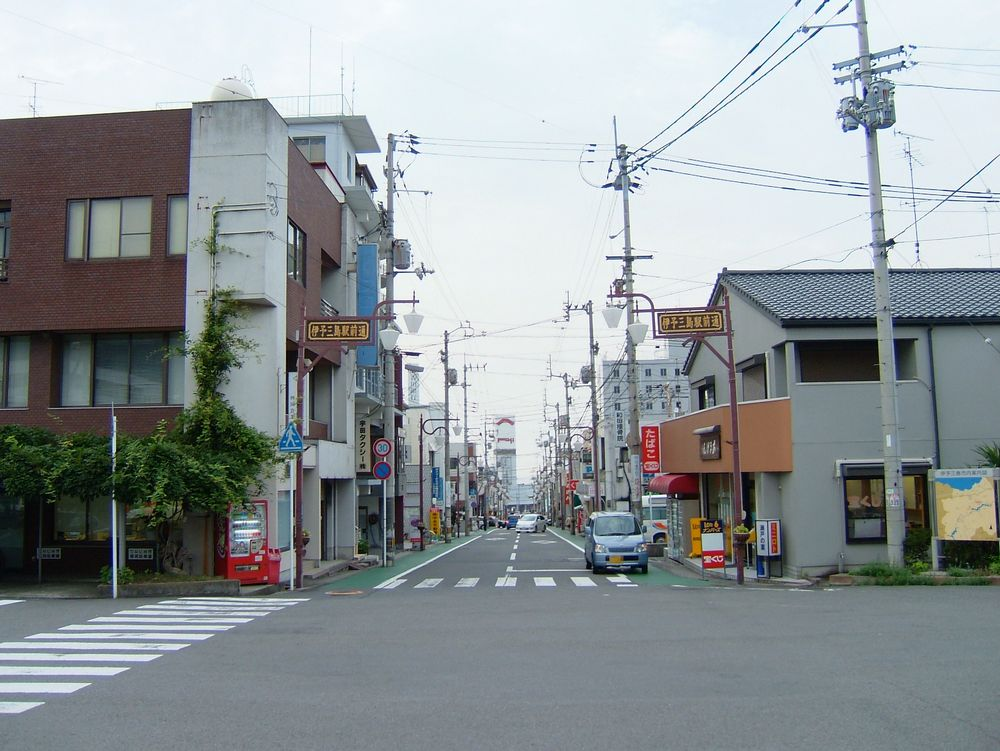
駅前風景（2006年8月）

- 四国中央市役所
- 伊予三島郵便局
- 駅前商店街
- 香川銀行三島支店
- 四国中央市立三島小学校
- 愛媛県立三島高等学校
- フジ 三島店
- 愛媛信用金庫 三島支店
- 東予信用金庫 三島支店
- 川之江信用金庫 三島支店
- 四国労働金庫三島支店
- 愛媛県四国中央警察署
- 四国中央簡易裁判所
- 伊予三島税務署

### バス路線
駅前に「三島駅前」停留所があり、瀬戸内運輸の路線が乗入れる。
瀬戸内運輸
- 新居浜 - 川之江線
  - 新居浜西バスターミナル / 川之江営業所
- 三島 - 新宮・霧の森線
  - 新宮、霧の森

## 隣の駅
四国旅客鉄道（JR四国）
■予讃線
- 特急「しおかぜ」「いしづち」「モーニングEXP高松」停車駅

■快速「サンポート」・■普通
川之江駅 (Y22) - 伊予三島駅 (Y23) - 伊予寒川駅 (Y24)